# 김동일 (1941년)
김동일(金東一, 1941년 4월 27일, 전라남도 장성군 서삼면 장산리 임곡마을 ~ )은 대한민국의 정치인이다. 제8대 서울특별시 동작구청장, 제33·35·36·37대 서울특별시 중구청장이다. 본관은 울산 김씨이다.

## 학력
- 광주제일고등학교 졸업
- 전남대학교 법과대학 졸업
- 한양대학교 지방자치대학원 2년 졸업

## 경력
- 제4회 행정고시 합격
- 1989.11 ~ 1991.04 제8대 서울특별시 동작구청장
- 1993.03 ~ 1995.03 제33대 서울특별시 중구청장
- 서울특별시 환경녹지국장
- 1995.07 ~ 2003.12 제35·36·37대 서울특별시 중구청장

## 역대 선거 결과
|  | 53.35% |

|  | 100.00% |

|  | 51.52% |

|  | 17.95% |

## 같이 보기
- 동작구청장
- 서울 중구청장